# Richard Lorenz (Historiker)
Richard Lorenz (* 4. Februar 1934 in Ernstthal am Rennsteig) ist ein deutscher Osteuropa-Historiker, der sich insbesondere mit Wirtschafts- und Sozialgeschichte der Sowjetunion befasst. Bis 2001 lehrte er als Professor für Osteuropäische Geschichte an der Universität-Gesamthochschule Kassel.

## Leben
Richard Lorenz besuchte die Volksschule in Ernstthal am Rennsteig und anschließend die Internatsoberschule Freie Schulgemeinde Wickersdorf, an der er 1952 das Abitur ablegte. Anschließend studierte er ab 1952 Philosophie und Germanistik an der Universität Leipzig, wo Ernst Bloch, Theodor Frings, Hermann August Korff und Hans Mayer zu seinen wichtigsten akademischen Lehrern zählten. 1956 schloss Lorenz sein Studium mit dem Diplomexamen für Philosophie ab und übernahm eine Tätigkeit als Wissenschaftlicher Assistent am Institut für Philosophie der Universität Leipzig.
Nach seiner Flucht nach Westdeutschland studierte Lorenz seit März 1957 Soziologie, Philosophie und wissenschaftliche Politik an der Freien Universität Berlin und der Johann Wolfgang Goethe-Universität Frankfurt am Main. 1961 wechselte Lorenz schließlich an die Philipps-Universität Marburg, wo er sein Studium durch das Fach Geschichte ergänzte. Seine wichtigsten Lehrer in Marburg waren Peter Scheibert, Wolfgang Abendroth und Wolfgang Wieland. Im Dezember 1964 wurde Lorenz in Marburg bei Peter Scheibert mit einer Studie über die Anfänge der bolschewistischen Industriepolitik promoviert (Mitberichterstatter waren Wolfgang Abendroth und Ingomar Bog). Die von der Deutschen Forschungsgemeinschaft (DFG) geförderte Arbeit untersuchte die Versuche der Bolschewiki, die durch den Ersten Weltkrieg hervorgerufene Zerrüttung der russischen Industrie zu beseitigen und damit den Übergang zum Sozialismus einzuleiten. 
Anschließend lehrte Lorenz in Marburg am Seminar für Osteuropäische Geschichte und habilitierte sich 1971 ebendort mit einer Arbeit über Das Ende der Neuen Ökonomischen Politik. Zur Vorgeschichte des Stalinismus (1927–1929). Bis 2001 war Lorenz Professor für Osteuropäische Geschichte an der Gesamthochschule Kassel. Zu seinen Schülern zählt der Globalhistoriker Jürgen Osterhammel.

## Schriften
- Anfänge der bolschewistischen Industriepolitik. Verlag Wissenschaft und Politik, Köln 1965 (Zugl.: Marburg, Univ., Diss., 1964).
- als Herausgeber: Proletarische Kulturrevolution in Sowjetrussland (1917–1921). Dokumente des „Proletkult“. dtv, München 1969.
- Das Ende der Neuen Ökonomischen Politik. Zur Vorgeschichte des Stalinismus 1927–1929. (Marburg, Univ., Habil.-Schr., 1970).
- Sozialgeschichte der Sowjetunion, Bd. 1: 1917–1945. Suhrkamp, Frankfurt am Main 1976, ISBN 3-518-00654-1.
- Umwälzung einer Gesellschaft: zur Sozialgeschichte der chinesischen Revolution (1911–1949). Suhrkamp, Frankfurt am Main 1977, ISBN 3-518-10870-0.
- als Herausgeber mit Manfred von Boetticher und Barbara Pietrow-Ennker: Die russische Revolution 1917. Der Aufstand der Arbeiter, Bauern und Soldaten. Eine Dokumentation. Nymphenburger Verlagshandl., München 1981, ISBN 3-485-03229-8.
- als Herausgeber mit Hermann Weber, Dietrich Staritz und Siegfried Bahne: Kommunisten verfolgen Kommunisten. Stalinistischer Terror und „Säuberungen“ in den kommunistischen Parteien Europas seit den dreissiger Jahren. Akademie Verlag, Berlin 1993, ISBN 3-05-002259-0.
- als Herausgeber: Das Verdämmern der Macht. Vom Untergang großer Reiche. Fischer-Taschenbuch-Verl., Frankfurt am Main 2000, ISBN 3-596-13534-6.